# Dibridsonia
Dibridsonia é um género de plantas com flores pertencentes à família Rubiaceae.
A sua distribuição nativa é da Tailândia até a Malésia Ocidental e Central.
Espécies:
- Dibridsonia conferta (Korth.) K.M.Wong
- Dibridsonia culionensis (Elmer) K.M.Wong
- Dibridsonia oblongifolia (Quisumb. & Merr.) K.M.Wong